# Christian Gottlieb Lieberkühn
Christian Gottlieb Lieberkühn (* um 1730 in Potsdam; † 1761 ebenda) war ein deutscher Schriftsteller und Übersetzer.
Lieberkühn begann 1752 an der Universität Halle Theologie zu studieren; seine Dissertation konnte er bereits im darauffolgenden Jahr unter Siegmund Jakob Baumgarten veröffentlichen.
Zu Beginn des schlesischen Kriege ließ ihn der König von Preußen, Friedrich II. für seine Armee anwerben. Während des Siebenjährigen Kriegs fungierte Lieberkühn in der preußischen Armee als Feldprediger.
Neben seinen dienstlichen Obliegenheiten begann Lieberkühn seine Werke zu veröffentlichen und machte sich auch mit der Zeit einen Namen als Übersetzer.

## Werke
als Autor
- Arzeneyen. Winter, Berlin 1759.
- De indole, auctoritate numeroque conciliorum oecumenicorum. Dissertation, Universität Halle/Saale 1753.
- Lieder, Erzählungen, Sinngedichte und ernsthafte Stücke. Lankisch, Leipzig 1755.
- Die Lissabonner. Ein bürgerliches Trauerspiel in einem Aufzug. Breslau 1758. (Nachdruck: Wehrhahn, Hannover 2005, ISBN 3-86525-014-9)
- Mein Vergnügen. Lankisch, Leipzig 1759.

als Übersetzer
- Idyllen Theocrits, Moschus und Bions. Lange, Berlin 1757.
- Georg Ludwig von Bar: Poetische Werke. Voß, Berlin 1756.
- Publius Vergilius Maro: Die Hirtengedichte. Lange, Berlin 1758.